# Robert Sabatier
Robert Sabatier (Parigi, 17 agosto 1923 – Boulogne-Billancourt, 28 giugno 2012) è stato uno scrittore francese.
È stato membro della giuria del Premio letterario Guillaume-Apollinaire.

## Opere
- Alain et le nègre (Éditions Albin Michel, 1953)
- Le marchand de sable (1954)
- Le goût de la cendre
- Boulevard (1956)
- Canard au sang
- La sainte farce
- La mort du figuier
- Dessin sur un trottoir
- Le chinois d'Afrique
- Les années secrètes de la vie d'un homme (1984)
- Les enfants de l'été (1978)
- La Souris verte (1990)
- Le Cygne noir (1995)
- Le Lit de la Merveille (1997)
- Le Sourire aux lèvres (2000)
- Le Cordonnier de la rue triste (2009)
- Les Allumettes suédoises (I fiammiferi svedesi), Éditions Albin Michel, Paris (1969)
- Trois sucettes à la menthe, Éditions Albin Michel, Paris (1972)
- Les Noisettes sauvages, Édition Albin Michel (1974)
- Les Fillettes chantantes (1980)
- David et Olivier (1986)
- Olivier et ses amis (1993)
- Olivier 1940 (2003)
- Les Trompettes guerrières (2007)